# Convair XC-99

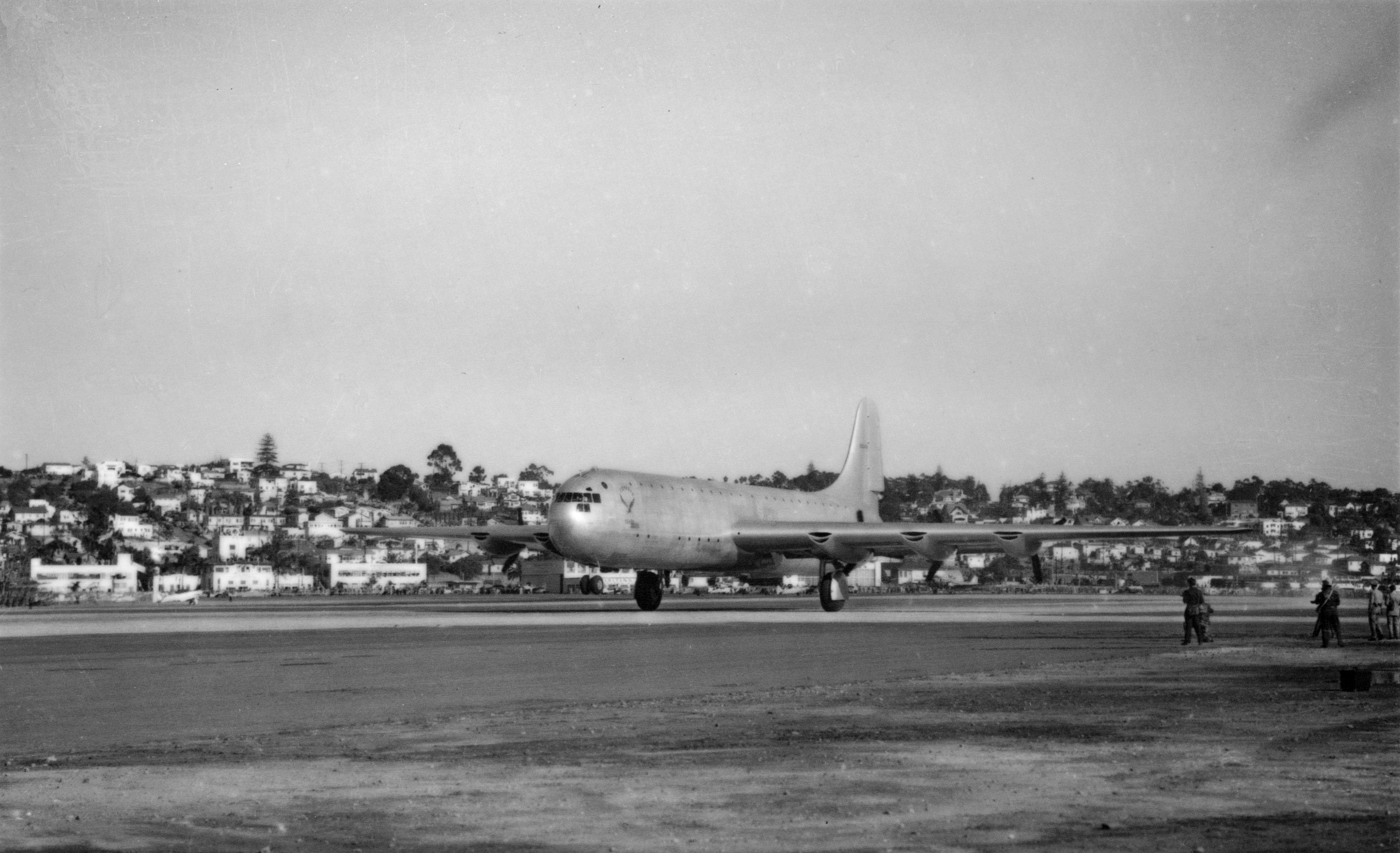
Landing van de XC-99, waarbij de grote wielen te zien zijn van het landingsgestel. Later is elk wiel vervangen door vier kleinere.

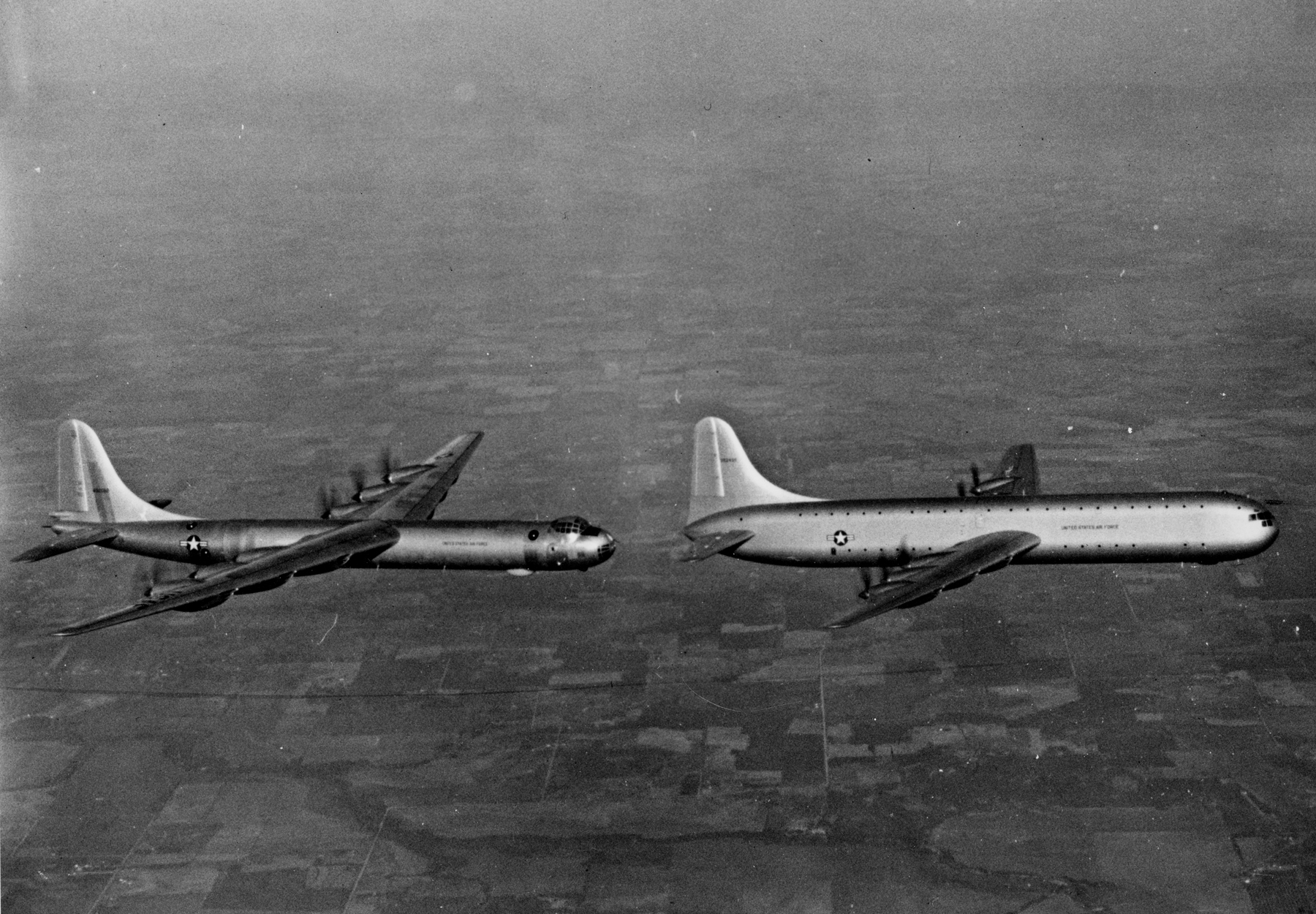
De XC-99 en een B-36B samen in de lucht.

De Convair XC-99 was een zwaar militair transportvliegtuig, ontworpen en gebouwd door de Consolidated Vultee Aircraft Corporation in Californië. Er is slechts een prototype van gebouwd, dat voor het eerst vloog in 1947. Op dat ogenblik was dit het grootste landvliegtuig ter wereld. Alleen de Spruce Goose van Howard Hughes was groter, maar dat was een vliegboot.

## Ontwikkeling en gebruik
De XC-99 was ontwikkeld uit de B-36 Peacemaker bommenwerper. De opdracht van de USAAF voor de XC-99 werd reeds in 1942 gegeven, maar het prototype vloog pas op 23 november 1947. Bijna twee jaar later werd het toestel aan de US Air Force overgedragen.
De XC-99 had dezelfde vleugel als de B-36, met zes Pratt & Whitney R-4360-stermotoren uitgerust met duwpropellers. Het transportvliegtuig had echter een veel grotere en ruimere romp met twee dekken. Het toestel kon bijna 50 ton transporteren, of 400 volledig uitgeruste soldaten. Het landingsgestel had oorspronkelijk slechts een groot wiel per as, maar later werden die vervangen door vier wielen. De XC-99 kreeg later ook een radar in de neus onder de cockpit. De XC-99 kreeg evenwel geen extra straalmotoren zoals de B-36.
De serieversie C-99 zou met turbopropmotoren uitgerust worden, maar die werd uiteindelijk nooit gebouwd.
De USAF gebruikte de XC-99 onder meer voor het vervoer van materiaal in de Koreaanse Oorlog. Het onderhoud van het toestel was echter zeer tijdrovend. De USAF kwam tot het besluit dat er geen toekomst was voor zeer grote door zuigermotoren aangedreven transportvliegtuigen en bestelde geen bijkomende exemplaren. Ze nam de XC-99 in 1957 uit dienst. De XC-99 werd daarna tentoongesteld op Kelly Air Force Base nabij San Antonio (Texas) tot 1993. Het toestel, dat door de lange blootstelling aan de elementen in slechte toestand verkeerde en sterk door corrosie was aangetast, werd in het begin van de 21e eeuw in stukken verscheept naar het US Air Force Museum op Wright-Patterson Air Force Base, met de bedoeling het te restaureren.

## Model 37
Convair ontwierp in 1946 ook een civiele versie, het Convair Model 37, een luxueus ingericht verkeersvliegtuig voor 204 passagiers. Dat zou nog zwaarder worden dan de XC-99 en aangedreven worden door zes gasturbines want de brandstof- en olieverslindende R-4360 stermotoren maakten het toestel onrendabel. Ze werd aangeboden aan Pan American, dat schatte dat met een vloot van 15 stuks, 750.000 passagiers per jaar over de Atlantische Oceaan konden vervoerd worden. De nieuwe gasturbine kwam er uiteindelijk niet, en Pan Am koos voor de Boeing Stratocruiser en Douglas DC-7. Het Model 37 is nooit gebouwd.